# Skoki narciarskie 2003: Polski orzeł
Skoki narciarskie 2003: Polski orzeł – komputerowa gra sportowa o skokach narciarskich rozpoczynająca polską serię, inspirowana niemiecką serią gier Ski Jump Challenge. Została wyprodukowana przez polskie studio L’Art.
Na początku gry gracz tworzy własnego zawodnika. Określa jego wiek, wagę, wzrost i umiejętności. Użytkownik gry szkoli skoczka poprzez poprawne wykonywanie ćwiczeń na treningach. Gdy jest gotowy do podjęcia większego wyzwania, zaczyna udział w zawodach. Są to pojedyncze konkursy: praktyka, Turniej Czterech Skoczni, mistrzostwa świata w lotach narciarskich, Puchar Świata lub kariera. W tym ostatnim trybie gracz uczestniczy we wszystkich powyższych zawodach. Zaczyna od sezonu narciarskiego 2002/2003.
Najważniejsze w grze są oddane przez gracza skoki. Po zajęciu miejsca na belce użytkownik gry czeka na odpowiedni wiatr, po czym wciska przycisk myszy. Podczas zjazdu koncentruje się tylko na wybiciu się w odpowiednim momencie. Gracz nie balansuje ciałem, nie zmienia położenia nart w rynienkach. Najeżdżając na próg, wybiera najlepszy moment i wciska naraz obydwa przyciski myszy. Jeśli nie zdąży tego zrobić, jedna z nóg wybija się wcześniej niż druga i skok jest nieudany. W locie ruchem myszki gracz kładzie swojego skoczka na nartach. W zależności od kierunku wiatru skręca tułów w lewo lub w prawo. Moment lądowania określa, obserwując zbliżający się do stoku cień swojego zawodnika. Jeśli gracz podjął decyzję o wypuszczeniu podwozia, musi wybrać sposób lądowania: na obydwóch nogach (najbezpieczniejsze lądowanie) lub telemarkiem (wyższa nota). Sterowanie i poziom oprawy graficznej (oparta jest na wysłużonym silniku RenderWare wykorzystanym m.in. w GTA III) są głównymi czynnikami odróżniającymi SN 2003 od równoległego niemieckiego konkurenta. Gra cechowała się niestabilnością działania.

## Skoki narciarskie 2003: Polski Orzeł - Złota Edycja
W tym wydaniu zebrano wszystkie opublikowane w internecie łatki i dodatki, z których najważniejszym jest tryb skoków nocnych na sześciu obiektach, m.in. na Wielkiej Krokwi w Zakopanem. Inne dodatki to tryb gry dla wielu osób na jednym komputerze, zawody drużynowe oraz możliwość korzystania z tajnych kodów. W Złotej Edycji znajdują się również unikatowe opcje, takie jak futurystyczna skocznia K-300.
W trybie fabularnym gracz wciela się w prawdziwych skoczków w czasie wielkich imprez, takich jak igrzyska olimpijskie (2002) czy mistrzostwa świata w Lahti.